# Ходжер, Анна Петровна
А́нна Петро́вна Хо́джер (6 апреля 1936, Джари — 8 января 2021, Усть-Камчатск) — советская, затем российская нанайская поэтесса, сказительница и прозаик, почётный гражданин Нанайского района (с 1994 года), член Союза писателей России (с 1995 года). 
Её первая публикация в сборнике «Весенний ледоход» от Хабаровского книжного издательства получила положительную оценку в журнале «Наш современник», где отметили эмоциональность, лиричность и напевность произведений. Последующие сборники «Дученку поёт» (1990), «Поклонение природе» (2000), «Стеклянная веранда» (2011) привлекли внимание русских, канадских, американских, японских исследователей и читателей. В 1994 году её произведения были опубликованы в журнале Гавайского университета «Маноа», а спустя четыре года в Канаде отдельным изданием вышла сказка Ходжер «Fox Mischief». Будучи хранительницей нанайского фольклора, Анна Петровна сотрудничала с японскими учёными-лингвистами, которые в 2008 и 2010 годах выпустили сборники собранных ею историй и легенд, а также диски с их записью в её исполнении.

## Биография
Анна Петровна Ходжер родилась 6 апреля 1936 года в селе Джари Нанайского района Хабаровского края в многодетной семье Отто и Канзы Семёновны. Отец был рыбаком и охотником, мать вела домашнее хозяйство и была шаманкой. По воспоминаниям современников, семья Ходжер помогала местным жителям: «Их рук, сердец и души хватало на всех, кто нуждался в их помощи». В интервью канадской фольклористке Кире ван Деусен поэтесса рассказала о быте своей семьи, который в будущем оказал влияние на её творчество — каждый вечер мать рассказывала детям истории, легенды, сказки и пословицы, задавала им загадки:
Детям было нельзя играть по ночам, поэтому мы с удовольствием слушали истории от родителей: они вызывали во мне бурю эмоций, иногда я и вовсе плакала, но всё равно продолжала их слушать.Частью из историй были нравоучения, другой — легенды и длинные эпопеи.
Шаманство матери оказало влияние на манеру Анны Петровны декламировать стихи, обращать внимание на детали сюжета и канонично пародировать речь персонажей. В будущем поэтесса устно передавала сюжеты рассказов матери своим правнукам и школьникам. 
Окончив семилетнюю школу в Троицком, Ходжер работала секретаршей в суде. Затем отправилась на учёбу в культурно-просветительное училище в Биробиджане, после чего была библиотекаршей в селе Болонь (ныне Ачан). Её участие в жизни колхоза «Интернационал», мотивирование местных жителей к участию в коллективе художественной самодеятельности, привлекло внимание райкома: её назначили секретаршей парткома колхоза «Нанайский партизан» в Ачане. В этой должности Анна Петровна регулировала работу рыбаков, земледельцев и животноводов. 
Анна Петровна вернулась обратно в Джари, чтобы помогать родителям; там же получила должность заведующей клуба, где режиссировала и писала сценарии для фольклорного коллектива. В 1971 году стала секретаршей сельсовета села. С 1976 года была научной сотрудницей, затем по 1995 год директором Троицкого районного краеведческого музея. Помимо основной работы она вела передачи на местном радио, была ведущей выпуска и редактором приложения «Голос сородичей» (нан. Ахондо дилгани) к районной газете «Анюйские перекаты» на нанайском.
В конце жизни переехала к дочери Виктории Воробьёвой в Усть-Камчатск, где скончалась 8 января 2021 года.

## Творчество

### Советский период. Первые публикации
Начала писать стихи с юности на родном языке. Все произведения поэтессы написаны на нанайском: такое решение она обосновывала своим слабым знанием русского языка. Вместе с тем поэтесса относила Анну Ахматову, Юлию Друнину, Михаила Лермонтова и Александра Пушкина к своим ориентирам в поэзии, однако отрицала их полное влияние на её творчество. Целью творчества Анна Ходжер поставила отображение в своих произведениях устное нанайское наследие: женщинам в нанайском народе долгое время запрещалось быть сказительницами, и поэтесса призналась в интервью американской исследовательнице Адель Баркер (Университет Аризона), что чувствовала «почти физическое давление» желания запечатлеть истории своего народа.
После закрытия в 1963 году редакции национальных литератур Приамурья в краевом издательстве, Ходжер не имела возможности издаваться на нанайском. Затишье в творчестве Ходжер было прервано в 1978 году, когда стихотворения поэтессы «Сикояко», «Весна» и «Разлука» появились в антологии «Дальневосточная юность» в переводе на русский от Алины Чадаевой и Валерия Шульжика. Спустя два года поэтесса посетила Ялту, где стала участницей II Всероссийского семинара молодых писателей Севера: её творчество вызвало интерес у переводчиков Юлии Шестаковой, Александра Черевченко, Бориса Копалыгина и Николая Кабушкина, которые в будущем переводили её стихотворения на русский. В 1983 году стихи Ходжер «Моё слово», «Чикченку», «Вот какая я», «Дученку» и другие были опубликованы в сборнике стихотворений поэтов Приамурья «Весенний ледоход» — они получили положительную оценку в журнале «Наш современник», где поэтессу отметили за использование разнообразных ритмов и широкого спектра эмоций, что придало стихотворениям, по мнению авторов издания, лиричность и напевность. Филолог А. М. Шамина из сборника выделила стихотворение «Дученку», где Ходжер провела параллель между Амуром и индийским божеством Шивой (в стихотворении река названа «многорукой») из-за его способности как созидать, так и разрушать.
Спустя год после публикации сборника Анна Петровна выступила с речью на выездном Совете по литературам народов Севера, где потребовала организовать газеты, радио- и телепередачи на нанайском, возобновить работу редакции для книг от национальных писателей в краевом издательстве.

### Начало XXI века. «Дученку поёт»
Первый сборник стихотворений «Дученку поёт» (нан. Дучиэнку дярини) Анны Ходжер был выпущен в 1990 году, куда были включены её ранее опубликованные стихотворения, в числе которых «Я — земли нанайской дочь» (нан. Мии — нанай эктэ пиктэни тамби), «Золотой бубен» (нан. Айсима унчухумби), «Вот какая я» (нан. Эй-лэ бэеи) и другие. Произведения поэтессы стали публиковаться и за рубежом — в 1994 году в литературном журнале «Маноа» Гавайского университета на английском языке были опубликованы три стихотворения Анны Ходжер: «Patterns Sing», «Duchenku» и «Kumbiak Kayuka», а спустя четыре года в канадском издательстве «Udagan Books» была выпущена отдельным изданием её сказка «Fox Mischief». 
В 2000 году вышла новая книга стихов поэтессы «Поклонение природе» (2000), куда вошли все стихотворения из первого сборника и двадцать новых, среди которых «Корни сердца», «Друзьям оставляю», «Древо жизни», «Поклонение природе», «Наша жизнь» и другие. В них Ходжер призывала читателей осознать, что человек сам строит свою судьбу, и ему стоит обращаться к природе за решением жизненных проблем. Переводчица Алина Чадаева из числа произведений сборника поэтессы выделила её колыбельную «Зыбка», которой, по её мнению, «воистину» присуща национальность, так как в ней есть «оттенок магического испрашивания для ребёнка доброй судьбы». На фоне остальных произведений выделяется, как считала Чадаева, и стихотворение «Дучиэкэ», основой которого стала легенда нанайского народа о дучиэкен — однострунной скрипке из тальника, бересты и конского волоса, дающая пережившим мор жителям одного нанайского села надежду на возрождение народа. Другие стихотворения из сборника: «Я – земли нанайской дочь» и «Амур широк, Амур глубок…», как отметила филолог А. М. Шамина, несут в себе мысль о неразрывности человека и природы, отсутствием границы между реальным и нереальным мирами. Шамина подчеркнула, что как и другим произведениям от поэтов-автохтонов, этим стихотворениям свойственно малое количество тропов, что, как предположила филолог, объясняется нежеланием автора в «излишних красках» описывать понятные, по мнению Ходжер, «величие и мощь» как Амура, так и природы в целом.
Для Анны Петровны составление и выпуск этого сборника были затруднены эмоциональным состоянием после гибели мужа и перенесённым ею инсультом, после которого она перестала ходить: в письме переводчице Алине Чадаевой поэтесса писала, что теперь она стала, по её мнению, «ненужным» человеком, жаловалась на состояние Амура (рыба была заражена фенолом), упадок нравственности народа и его склонности к алкоголизму.

### XXI век. «Стеклянная веранда»
Есть у нанайского народа мудрая пословица: «И малые звёзды украшают небо». Малая, но яркая звезда Анны Ходжер украшает поэтический небосвод России.

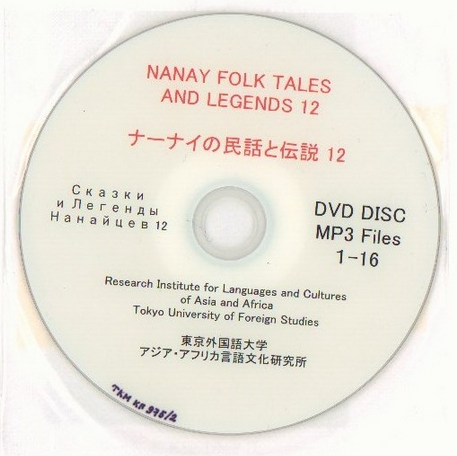
Диск-приложение к «Nanai Folk Tales and Legends» 2010 года с историями и легендами в исполнении Анны Ходжер для Токийского университета иностранных языков

В 2008 году сказки и легенды Анны Ходжер были переведены на японский профессором Токийского университета иностранных языков Казамой Синджиро и включены в книгу «Nanai Folk Tales and Legends» (яп. ナーナイの民話と伝説), изданной факультетом литературы Университета Хоккайдо. Два года спустя факультет азиатских и африканских языков и культур Токийского университета иностранных языков опубликовал ещё одну часть книги; в обоих изданиях есть приложение в виде DVD-диска, где голосом поэтессы записаны включённые в сборник произведения.
В 2011 году Хабаровский краевой музей имени Н. И. Гродекова опубликовал сборник Ходжер «Стеклянная веранда». Книга основана на воссозданных по памяти народных сказках, былей и легендах. В предисловии к книге кандидат исторических наук Т. В. Мельникова отметила разнообразие сюжетов: «в каждом нанайском роду постепенно формировался свой вариант сказки… Одна и та же сказка от разных сказителей не является точной калькой». Присутствие в одноимённой сказке стеклянных вещей, по мнению главного редактора журнала «Словесница искусств» Елены Глебовой, делает произведение нестандартным для нанайского фольклора.
Сборник привлёк внимание научного сообщества в лице Юрия Берёзкина. По признанию учёного, сборник Анны Петровны позволил расширить знания о фольклоре народов Нижнего Амура, Приморья и Сахалина. Помимо «неординарности» самого издания, Берёзкин обратил внимание и на встречающийся в одном из текстов мотив «цепочки из стрел», когда главный герой выстреливает в небо стрелой, и старается попасть следующей в её конец, делая так до тех пор, пока не сможет забраться до верха. Такой мотив, считает Юрий Евгеньевич схож с удэгейскими и орочскими вариантами, а также, по его мнению, может быть использован в качестве доказательства особенности амурского фольклора.
Проводя параллели между зафиксированными Ходжер текстами и фольклором коренных народов США, Берёзкин выделил её изображение побега братьев от демонических существ на небо: этот фрагмент схож с фольклорными традициями сарси, черноногих, ассинибойн, гровантров, шейеннов, арикара, пауни, кайова, вичита и апачи. Другой обозначенный Ходжер мотив, где старшие братья и сёстры, перед тем как убежать, прячут младших, встречается и в текстах племён хикарилья, навахо и явапай. На основе анализа текстов Анны Петровны и других авторов, Берёзкин пришёл к выводу, что тексты народов Амура имеют «индейский облик», выглядят более гармонично для Северной Америки на фоне остальных евразийских фольклорных традиций . Рассмотрев фрагмент, где рассказывается о девушке, её братьях, встрече с Лягушкой и соперничестве между двумя невестками, Юрий Берёзкин увидел в них схожесть с мифами народов арапахо, кроу, хидлатса и мандан; однако у них в роли братьев выступают Солнце и Месяц, а вместо Лягушки используется образ земной девушки, которая показывает их родителям свою воспитанность и красоту.
По определению Большой российской энциклопедии, Анна Ходжер в своём творчестве в основном поднимала проблемы национального самосознания, «размывания» нанайской культуры под влиянием более крупных народностей и постепенного ухода от язычества. Её произведения также характеризуют как рефлексию над наследием предков, и его интерпретацию для современников.

### Отдельные издания
На русском и нанайском языках
- Ходжер А. Дученку поёт : Стихи на нанайск. и рус. яз / Пер. с нанайск.; Худож. Чешкин С. А. — Хабаровск: Хабаровское книжное издательство, 1990. — 95, [1] с. — 2000 экз. — ISBN 5-7663-0243-6.
- Ходжер А. Поклонение природе : Стихи на нанайск. и рус. яз = Михорангоари / Пер. с нанайск.; Худож. Колесов А. В. — Хабаровск: Хабаровское книжное издательство, 2000. — 176 с. — ISBN 5-7663-0387-4.
- Ходжер А. Стеклянная веранда = Таохама гианги. — Хабаровск: Хабаровский краевой музей имени Н. И. Гродекова, 2011. — 114 с. — 300 экз.
- Ходжер А. С любовью к тебе, Болонь! / Под ред. Дрозд Б. Д.; Авт. вступ. ст. Бельды И. — Комсомольск-на-Амуре: Издательская фирма «Жар-Птица», 2016. — 97 с.
- Ходжер А. Благодарение : Стихи на нанайск. и рус. яз = Баняламби / Пер. с нанайск. Кабушкина Н. Т.; Сост. Воробьёва В. В. — Хабаровск: Ковчег, 2021. — 94, [1] с. — 500 экз. — ISBN 978-5-905608-15-5.

На иностранных языках
- Anna P. Khodzher. Fox Mischief : A Nanai tale (англ.) / Ed. Van Deusen, Kira. — Vancouver, B.C: Udagan Books, 1998. — 16 p. — ISBN 0-9647716-2-4.
- Nanai Folk Tales and Legends 11 = ナーナイの民話と伝説 11 (яп.) / Excerpted and translated by Shinjiro Kazama. — Sapporo: Graduate School of Letters, Hokkaido University, 2008. — 169 p. — (Publications on Tungus Languages and Cultures 40).
- Nanai Folk Tales and Legends 12 = ナーナイの民話と伝説 12 (яп.) / Excerpted and translated by Shinjiro Kazama. — Fuchū: The Institute for Languages and Cultures of Asia and Africa of Tokyo University of Foreign Studies, 2010. — 273 p. — (Publications on Tungus Languages and Cultures 48).

### Публикации в составе сборников
- Ходжер А. Дученку; Сикояко; Весна; Разлука : Стихи в пер. с нанайск. Чадаевой А., Шульжика В // Дальневосточная юность : антология / Сост. и авт. вступ. ст. Асламов М., Халов П. — Хабаровск : Хабаровское книжное издательство, 1978. — С. 263–266.
- Ходжер А. Я — земли нанайской дочь; Яоко; «Берёзок расписной наряд...»; Ожидание; Чикченку; Сикояко; Зимней ночью : Стихи в пер. с нанайск. Чадаевой А., Черевченко А., Копалыгина Б., Кондрашенко Л // Близок Крайний Север : Сб. произв. молодых пис. народностей Севера и Дальнего Востока / Сост. Буркова И. Е.; вступ. ст. Санги В. — М. : Современник, 1982. — С. 118—122.
- Ходжер А. Моё слово; Чикченку; Вот какая; Дученку; Сикояко; др. стихи // Весенний ледоход : сборник / Ред.-сост. Шестакова Ю. А.; Худож. Романюк Д. А. — Хабаровск : Хабаровское книжное издательство, 1983. — С. 7—26.
- Ходжер А. Зимней ночью; Синичка : Стихи в пер. Копалыгина Б., Кондрашенко Л // На семи ветрах : антология / Сост. Буркова И. Е.; Рецензент Нефёдов П. П. Худ. Сальников В. А. — М. : Детская литература, 1984. — С. 18, 42. — 100 000 экз.
- Ходжер А. Дучиэке; Сикояко; Яоко : Стихи в пер. с нанайск. Черевченко А // Охотоморский снегопад : Стихи и переводы / Под ред. Хоревой В. В. — Магадан : Магаданское книжное издательство, 1986. — С. 133—140. — 5000 экз.
- Ходжер А. Чикченку; Яоко; Сикояко; Дученку; Плач лягушки; Зимней ночью; «Мне дарит тайны мастерства...»; «Говорить мне хочется стихами...»; Древо жизни : Стихи в пер. с нанайск. Кондрашенко Л., Черевченко А., Чадаевой А., Копалыгина Б // Сполохи / Под ред. Иванова Г.; Общ. редколлегия серии: Ломидзе Г. И. и др; Сост.  Санги В; Илл. Петрова В. — М. : Современник, 1987. — С. 397—405. — (Б-ка литератур народностей Севера и Дальнего Востока). — 17 000 экз.
- Ходжер А. Зимней ночью // Как ты хороша, Родина моя! : стихи поэтов народов СССР / Под ред. Губарева С. И и др.; Авт. предисл. Балаховская И. С.; Худож. Прибыловская Т. — М.: Детская литература, 1989. — С. 42. — (Пою моё Отечество). — 150 000 экз. — ISBN 5-08-000370-7.
- Ходжер А. Дученку; Сикояко; Пробуждение весны; Яоко; Плач лягушки : Стихи в пер. с нанайск. Чадаевой А., Черевченко А // Дальний Восток в поэзии современников : Сборник. — Владивосток: Дальневосточное книжное издательство, 1990. — С. 627—630. — 5000 экз.
- Ходжер А. Моё слово; Яоко; Зимней ночью; Песня вышивальщицы; Чикченку; Я — земли нанайской дочь // Поэзия народов Крайнего Севера и Дальнего Востока России : Учеб. пособие для учащихся 5-11 кл. нац. общеобразоват. учреждений / Ред.-сост. Бурыкин А. А. — М.: Северные просторы, 2002. — С. 217—221. — (Северная библиотека школьника : В 4 кн). — ISBN 5-87098-049-6.

### Публикации в периодике
- Ходжер А. Яоко; Зимней ночью : Стихи / Пер. с нанайск. Черевченко А., Копалыгина Б // Дальний Восток : журнал. — 1980. — № 12. — С. 86—87.
- Ходжер А. Яоко; Вот какая я : Стихи / Пер. с нанайск. Черевченко А., Кондрашенко Л // Полярная звезда : журнал. — 1981. — № 4. — С. 82—83.
- Ходжер А. Дучиэке : Легенда / Пер. с нанайск. Черевченко А // Полярная звезда : журнал. — 1982. — № 4. — С. 57—59.
- Ходжер А. Ширь амурская родная; Земли нанайская дочь; Яоко; «Зимней ночью на окошко...»; «Амур широк, Амур глубок...» / Пер. с нанайск. // Литературная Россия : газета. — 1982. — 15 января. — С. 57—59.
- Ходжер А. Мастерица; Тайна : Стихи / Пер. с нанайск. Шестаковой Ю // Дальний восток : журнал. — 1989. — № 6. — С. 91—92.
- Ходжер А. Узоры поют; Найди меня; Игра в кунян; Жених-аоян; Мячик-пакал : Стихи / Пер. с нанайск. Шестаковой Ю., Чадаевой А // Дальний восток : журнал. — 1989. — № 8. — С. 58—59.
- Ходжер А. Стан песен: Кумбиэк кэюкэ — вразвалочку; Акоан — кукла; Загадки — намбоку; Узоры поют : Стихи / Пер. с нанайск. Чадаевой А., Кабушкина Н // Дальний восток : журнал. — 1992. — № 7. — С. 79—80.

## Награды. Память
- Медаль «За доблестный труд. В ознаменование 100-летия со дня рождения Владимира Ильича Ленина»[9];
- Медаль лауреата «Всесоюзного смотра самодеятельного художественного творчества»[9];
- Медаль «Ветеран труда»[9];
- Член Союза писателей России (с 1995 года)[3];
- Почётный гражданин Нанайского района (с 1994 года)[3].

В 2021 году в Краеведческом музее Нанайского района была представлена выставка творчества поэтессы «Я земли нанайской дочь»; в том же году прошла выставка «Яркая звезда Анны Ходжер» в Дальневосточной государственной научной библиотеке. В 2025 году имя поэтессы стал носить краеведческий музей Нанайского района; на нём же была установлена мемориальная доска в честь Анны Ходжер.